# چقدر غیرمنتظره
چقدر غیرمنتظره (به انگلیسی: Fancy That) دومین میکس‌تیپ از خواننده-ترانه‌پرداز و تهیه‌کنندهٔ موسیقی انگلیسی پینک‌پانترس می‌باشد که در ۹ مهٔ سال ۲۰۲۵ از سوی وارنر رکوردز منتشر گردید. این اثر پس از به درک (۲۰۲۱) دومین میکس‌تیپ وی محسوب می‌شود.

## بازخورد منتقدان
چقدر غیرمنتظره بر اساس نظر ۹ منتقد از متاکریتیک امتیاز ۱۸ از ۱۰۰ را دریافت نموده است؛ این امتیاز نشان‌دهندهٔ «تحسین همگانی» می‌باشد.